# Beloetsjistan (landstreek)

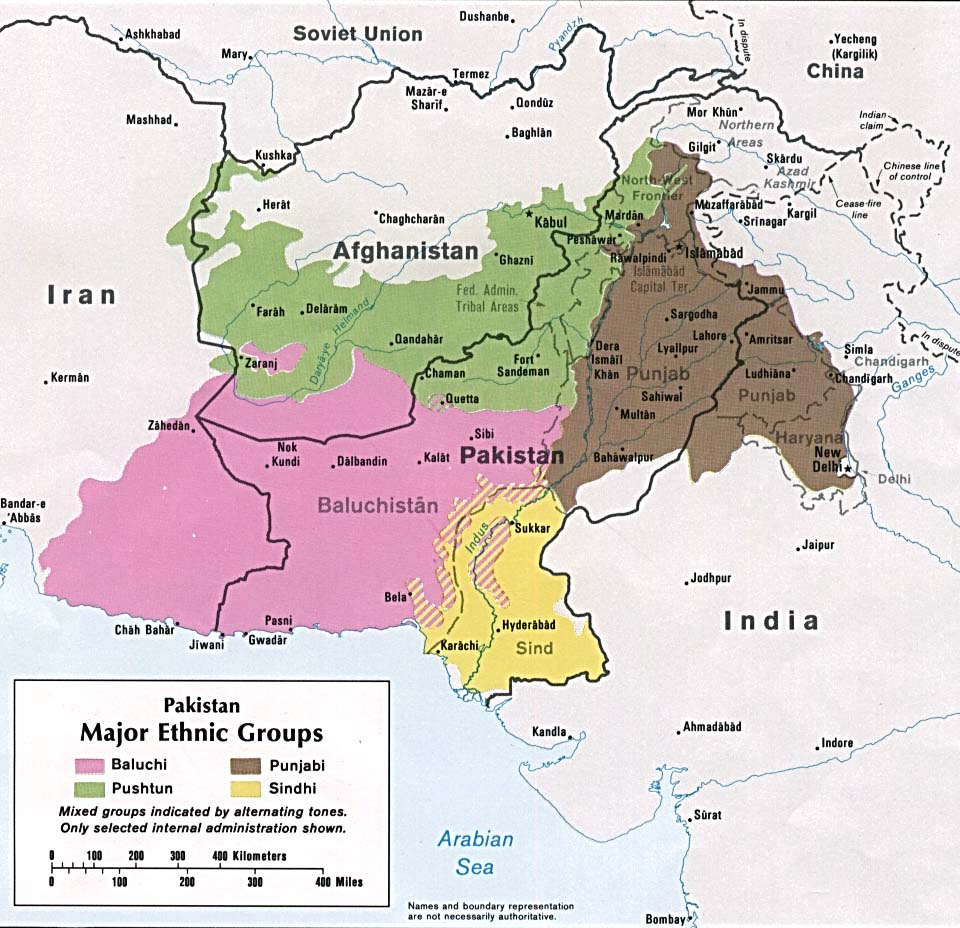
Belangrijkste etnische groepen in Pakistan en omgeving, in 1980. De Beloetsjen staan in het roze aangeduid.
----

De historische landstreek Beloetsjistan (land van de Beloetsjen) is gelegen op het zuidoostelijke gedeelte van het Hoogland van Iran, tussen het Indische subcontinent en Centraal-Azië. De landstreek ligt op het grondgebied van drie landen: Pakistan, Iran en Afghanistan. Het Pakistaanse gedeelte komt vrijwel overeen met de provincie Beloetsjistan. In Iran liggen de provincie Sistan en Beloetsjistan en de zuidoostelijke delen van de provincies Kerman en Hormozgan in Beloetsjistan. De zuidelijke delen van de Afghaanse provincies Nimruz, Helmand en Kandahar behoren eveneens tot deze landstreek. De Anglo-Iraanse grenscommissie was verantwoordelijk voor deze opsplitsing: Iran verkreeg zijn gedeelte in 1871 en Afghanistan in 1895. De rest van het gebied maakte deel uit van Brits-Indië en werd na de afsplitsing van Pakistan in 1947 een deel van dat land. De oppervlakte beslaat zo'n 580.000 vierkante kilometer, en in 1996 bedroeg het inwoneraantal ca. zes miljoen.